# Funeral for a Friend
Funeral for a Friend é uma banda de post-hardcore do País de Gales, formada em 2001. A banda já esteve sob contrato das gravadoras Ferret Music e Atlantic Records, da qual saiu em 2008. Seu último trabalho, Chapter and Verse, foi lançado pela Distillers Records.

## Biografia

### A Banda
Funeral for a Friend é uma banda britânica de post-hardcore, de País de Gales, Reino Unido, formada em 2001. Atualmente o grupo é constituído por vocalista Matthew Davies-Kreye, guitarristas Kris Coombs-Roberts e Gavin Burrough, baixista Richard Boucher e baterista Ryan Richards.

### O início
Em 2001 a banda surgiu quando se chamava ‘January Thirst’, que era formada por Michael Davies (atualmente da banda Makeshift Truth), um dos originais vocalistas, saia então em dezembro de 2002. Matthew Evans (vocal) e Johnny Phillips (bateria), convidou Matt Davies (mais tarde, Davies-Kreye) para testar a posição como cantor.
Pouco depois a banda foi reformada e mudou de nome para Funeral for a Friend, nome de uma música por ‘Planes Mistaken for Stars’, no entanto, Matt Davies, no grupo, era o único fã de Planes Mistaken for Stars, creditada a música do Elton John com o mesmo título com base para o nome da banda.
Durante o início do ano novo, saiu o guitarrista Kerry Roberts (irmão do Kris Coombs-Roberts) e encontraram um substituto adequado, Darran Smith (ex-Tripcage). A banda gravou quatro faixas no estúdio Mighty Atom para um projeto auto-financiado com uma outra banda galesa ‘From This Moment On’. Ao ouvir as faixas, Mighty Atom Records aproximou da banda e ofereceu segundo negócio, resultando em seu primeiro EP, Between Order & Model (2002), onde toda sua fúria era retratada.
Antes do lançamento do EP, Andi Morris (contra-baixo) desistiu devido ao seu longo tempo ambição de se tornar professor de música, Phillips e Evans também saem. A banda então recrutou Gareth Davies (mais tarde, Ellis-Davies), no baixo e Ryan Richards na bateria. Matt Davies então se tornou o principal vocalista da banda, com Gareth Davies realizando apoio melodias e Richards assumindo, papel do Evans, nos gritos.
Logo depois botou no mercado outro EP, que dessa vez se chamava Four Ways To Scream Your Name (2003). Esses títulos foram lançados pelo selo Kerrang! Magazine e automaticamente se tornaram um sucesso. 

### Casually Dressed And Deep In Conversation (2003)- O sucesso
Logo depois, no ano de 2003 foi lançado o primeiro full-lenght do Funeral for a Friend, intitulado de "Casually Dressed And Deep In Conversation" pela Warner Music do Reino Unido e ganhou um Disco de Ouro (mais de 100,000 cópias vendidas) naquele país.
Estranhamente o CD não saiu nos EUA imediatamente (só em 2004 que seria lançado por aquelas bandas). Ao invés deste álbum foi lançado um EP de 7 faixas intitulado "Seven Ways to Scream Your Name" que continha várias músicas dos EP mais antigos e algumas do Casually. Com este disco foram a primeira banda do Reino Unido a ter um lançamento distribuído nos EUA pelo conceituado selo indie Ferret. Na sequência eles emplacaram três singles consecutivos no Top 20 europeu, ganharam o Kerrangs Best Newcomer Award (Prêmio de Artista Revelação da Kerrang) e foram capa de diversas revistas incluindo: Kerrang! (3 vezes), Rocksound (2 vezes), NME, Metal Hammer, Big Cheese e Disorder. 
No mesmo ano o Funeral For A Friend embarcou em uma série de turnês de grande importância, inclusive abrindo shows pela Europa para seus heróis de infância, o Iron Maiden. As digressões continuaram pelo verão de 2004 com eles participando da 'The NME's Awards Tour' (Turnê da NME) em que foram atração principal e 'Projekt Revolution Tour' onde fizeram espctáculos ao lado de grandes nomes como: Linkin Park, Korn, The Used, Less Than Jake, Autopilot Off, Thrice, Helmet, Shadows Fall, Story of the Year, Thursday, Goldfinger e até Snoop Dogg.
Logo em seguida o DVD "Spilling Blood In 8mm" foi lançado com apresentações ao vivo, videoclipes e um documentário da banda. No início de 2005, o Funeral For A Friend viu todos os 8000 ingressos para seu concerto no "Alexandra Palace" serem vendidos num piscar de olhos. Passada a época de turnês, entraram em estúdio para gravar um novo álbum que mais tarde seria intitulado de 'Hours'. Mas não era um estúdio qualquer, era o lendário Estúdio Bad Animals, situado em Seattle, Washington e onde bandas como Pearl Jam, Nirvana e R.E.M. já gravaram.

### Hours (2005)
Nos 2 meses que se sucederam, passaram o tempo todo tentando criar algo que soasse novo mas que não fugisse das raízes que eles mesmos criaram nos álbuns anteriores. Para ajudá-los chamaram o produtor Terry Date, reconhecido por seus trabalhos com Soundgarden, Pantera, Deftones e Limp Bizkit. 
No dia 14 de junho de 2005, a banda lançou seu segundo álbum Hours pela Atlantic Records. O álbum foi gravado em dois estúdios de posse da banda grunge Pearl Jam. O álbum contou com métodos incomuns de gravação, por exemplo, os vocais de Matt Davies foram gravados em um carro em movimento e numa rua agitada de Seattle, WA Street, para a música "Drive". 
Este segundo álbum, Hours, da banda que foi lançado em junho alcançou a marca de mais de 60,000 cópias vendidas em apenas duas semanas, e assim ganhou um Disco de Prata. Para divulgá-lo ainda mais entraram em uma série de turnês. Nos primeiros dezassete shows da 'UK Tour' todos os ingressos foram vendidos, sinal de que o sucesso está cada vez maior. 
Em agosto do mesmo ano, a banda ganhou um Kerrang! Award na categoria ‘Melhor Banda Britânica’. Funeral For A Friend se apresentou em diversos shows pequenos no País de Gales, incluindo em Bangor University e Bridgend Recreation Centre, anteriormente ao lançamento de Hours. Isso contrastou com seus shows seguintes, o que incluiu tocar com bandas como Atreyu, Saosin, Hawthorne Heights e Thrice na Vans Warped Tour de 2005. A banda também se apresentou no palco principal do Leeds & Reading Festivals, tendo que abandonar a Warped Tour prematuramente para fazê-lo. Eles também encabeçaram a versão britânica da turnê Taste Of Chaos com Killswitch Engage, Story Of The Year e The Used. A banda também tocou no palco principal da turnê Taste Of Chãos nos EUA em 2006, juntamente com bandas como Story Of The Year, Deftones e Thrice]]. 
Funeral For A Friend fechou a animada promoção de Hours no verão de 2006, com uma série de shows na Grã-Bretanha remarcados para fevereiro. A maioria das datas originais foram canceladas devido ao fato de Matt Davies ter sofrido crise de laringite. Muitos outros shows foram marcados na GB para complementar esses shows remarcados, a turnê culminou com uma apresentação onde tocaram juntos com o Guns N' Roses no Download Festival em Donington Racetrack.

### Tales Don't Tell Themselves (2007)
O resto de 2006 foi gasto compondo e gravando o terceiro álbum da banda, Tales Don't Tell Themselves, lançado em maio de 2007.
Funeral For A Friend mencionou o processo de criação desse álbum durante sua turnê na Grã-Bretanha no verão de 2006 e eles começaram a compô-lo e gravá-lo no fim da turnê. O álbum foi lançado no dia 14 de maio de 2007 na GB, tendo vazado na Internet dia 10 de maio de 2007. A banda lançou atualizações diárias em vídeo na sua página do MySpace.	
Em 19 de março, "Into Oblivion (Reunion)", o primeiro single do álbum Tales Don't Tell Themselves , estreou no Zane Lowe Show na Radio One. Foi dado um "lançamento físico" a ele no dia 7 de maio, e o vídeo pode ser visto e a música pode ser ouvido na página do MySpace da banda. Ele alcançou a 39ª colocação na primeira semana de lançamento em download e alcançou a 16ª na Official UK Chart em 13 de maio de 2007.
8 de maio de 2007 a banda lançou Tales Don't Tell Themselves em sua integridade para os fãs em uma prévia na sua página do MySpace. Esse é o primeiro álbum em que Matt toca guitarra.
10 de maio de 2007 a banda tocou outra novidade para a Kerrang! 105.2 no Wolverhampton Civic Hall Bar, no qual eles tocaram "Walk Away" pela primeira vez. Essa é uma das faixas em que Matt toca guitarra ao vivo, juntamente com "Raise The Sail" e "The Sweetest Wave", que foram apresentadas na turnê completa em maio de 2007.
Eles também tocaram na Warped Tour 2007 na América, de 28 de junho até 3 de agosto de 2007.
Em 16 de julho, "Walk Away" foi lançada como segundo single do "Tales Don't Tell Themselves" e alcançou a 40ª posição nas tabelas de singles da Grã-Bretanha.
Foi anunciado em uma de suas últimas notícias que "The Great Wide Open" seria o próximo single e chegaria às lojas no dia primeiro de outubro de 2007, e o single seria de fato lançado como um EP. O EP "The Great Wide Open" foi lançado dia 15 outubro pela Atlantic Records, negando o lançamento do single propriamente dito.
A banda saiu em turnê novamente em dezembro de 2007. Kids In Glass Houses foi a principal banda de apoio da turnê, com City Sleeps sempre na abertura. The Blackout também abriu, mas apenas na Cardiff International Arena, juntamente com The New 1920's. City Sleeps não pôde tocar no show em Cardiff.

### Memory and Humanity (2008)
No dia 26 de janeiro de 2008, o baterista Ryan Richards fez um anúncio no fórum da banda, declarando que FFAF gastariam os primeiros meses do ano gravando, com o objetivo de lançar um EP com 4 ou 5 faixas em março/abril desse ano. O próximo álbum, cujas primeiras fases foram descritas como "ilimitadas", é esperado para sair em setembro, Ryan também anunciou recentemente que o novo álbum iria conter vocais gritados, riffs pesados e seria mais próximo do Casually Dressed And Deep In Conversation do que todos os outros álbuns, embora seria significantemente diferente e mais técnico, citando que eles querem seguir adiante, e nunca voltar a nenhum estilo antigo.
Em 11 de maio de 2008, através da página da banda no MySpace, foi anunciado que a banda estava gravando o vídeo para a música "Waterfront Dance Club" em 17 de maio. Esta música foi apresentada pela primeira vez em 2 de junho de 2008, em um programa de rádio da Grã-Bretanha, onde também foi anunciado que o single será compartilhado com a música "Beneath the Burning Tree", que serão lançados também em uma versão de vinil 7".
Em 30 de junho de 2008, a revista Rock Sound confirmou que o quarto álbum será chamado Memory and Humanity, e será lançado em outubro de 2008.
Em 2 de julho de 2008, a banda anunciou a turnê britânica de Memory and Humanity, começando em 14 de outubro de 2008.
Em 9 de Agosto de 2008, Funeral for a Friend colocou em seu myspace o vídeo de seu novo single chamado "Kicking and Screaming", apesar de não terem colocado o áudio no seu player.
Em 4 de setembro de 2008, foi anunciado através de um post no blog MySpace que o baixista Gareth Davies tinha deixado a banda, substituído por Gavin Burrough (Hondo Maclean, Ghostlines, The Future).
Em 13 de outubro de 2008, Memory and Humanity foi lançado no Reino Unido. E em 28 de Outubro será lançado no resto do mundo.

### Your History Is Mine (2009)
No dia 7 de julho um prévio anúncio no blog do myspace oficial da banda demonstrou que a banda estava em fase de gravação de um novo CD intitulado Your History is Mine: 2002-2009, que foi lançado dia 28 de setembro de 2009. A compilação contém músicas já conhecidas pelos ouvintes e quatro faixas inéditas, que é o primeiro material lançado pela banda desde a chegada de Gavin Burrough.

### The Young And Defenceless e Welcome Home Armageddon (2009-presente)
Em novembro de 2009, a banda postou em seu Twitter oficial dizendo que eles haviam começado a trabalhar para um novo álbum. Alguns meses no ano novo 2010, dia 23 de abril, a banda anunciou através no Facebook que o guitarrista Darran Smith estaria deixando a banda, mas não antes dos shows finais. Ele escreveu uma mensagem de despedida no site oficial:
"Depois de nove anos eu decidi deixar Funeral for a Friend. Eu tive um tempo brilhante com a banda, que tem sido uma incrível jornada cheia de experiências que serão lembranças impressionantes para manter e cuidar e não tenho nada além de amor e respeito por todos os meninos da banda (passado e presente), sem os quais o meu tempo na banda não teria sido metade do agradável. Eu quero mandar um enorme agradecimento a todos que eu conheci ao longo do caminho que tenho trabalhado com ou ao lado de Funeral, e gostaria especialmente de agradecer a todos os fãs que fizeram esta experiência para mim tão incrível. Temos uma série de shows que vem acima em um futuro próximo que eu vou estar tocando, incluindo Sonisphere, e eu pretendo abordá-los não apenas como uma celebração do meu tempo no Funeral, mas também de sair da banda e preparar para novos desafios e experiências com o que eu faço no futuro. Meu desejo sincero vai para os meninos da banda e eu sei que eles vão passar a maior glória e sucesso.
Darran Smith, Funeral for a Friend"
Em 26 de abril de 2010, Funeral for a Friend escreveu em seu fórum sobre sua mudança de programação,  homenagem à partida de seu amigo Darran Smith, mas também anunciou o novo membro. Gavin Burrough mudou instrumento de baixo para a guitarra, tomando lugar Darran como guitarrista, o baixista de Funeral for a Friend será Richard Boucher (Hondo Maclean, Hurricane-Joe, Ghostlines). A banda comentou: “Ele é tão bom no baixo que deixa alguém com cabelo loiro se juntar à nossa banda. Isso deveria ser uma indicação de quão grande ele é.” A banda afirmou que está animado para o novo material a ser feito e mal pode esperar para mostrar aos fãs o que tem: “O bem criativo, está bem e verdadeiramente transbordante. Emocionante. Fique atento, e esteja pronto.”
Em maio de 2010 a banda anunciou que vai lançar um novo EP especial para os fãs, que “penhorou” através do site pledgemusic.com , o “Pledge” incluiu o EP, EP assinado e até mesmo uma performance acústica da banda em um residência ao ar. Em 1° de julho de 2010 a banda revelou o EP intitulado “The Young And Defenceless” e também revelou a arte da capa. Foi também anunciado via Kerrang! que o EP recém-gravado seria lançado em 1° de setembro de 2010, mas a versão para download foi lançado em 06 de setembro, com as cópias físicas sendo planejada a ser lançado em algum momento na terceira semana de outubro. Em09 de novembro, Funeral For a Friend divulgou o vídeo da música para as  Serpentes in Solitude.
Para o final de outubro de 2010 eles terminaram a sessão de gravação do  novo álbum, porém o nome e a data ainda não tinham sido revelados. Em 2 de novembro, tocaram duas músicas novas, que foram confirmadas neste álbum (que seria lançado em março de 2011), chamado de “Man Alive” e “Front Row Seats to the End of the World”. Outro título da canção foi confirmado como “Spinning Over the Island“.
Durante uma apresentação em dezembro, Davies afirmou que o álbum será intitulado Welcome Home Armageddon.
No dia 9 de dezembro de 2010, a banda tocou seu primeiro show no Brasil, em São Paulo no Vegas Club, passaram em Curitiba no John Bull Music Hall (11/12) e eles concluíram sua turnê brasileira em São Paulo no Inferno Club (12/12), divulgando o EP The Young and Defenceless e vários clássicos que os fãs tanto esperavam.  Durante os três shows, Matt Davies-Kreye anunciava a gravação do clipe da  música “Front Row Seats to the End of the World”, do novo álbum a ser lançado mais pra frente.
No dia 10 de Janeiro de 2011, a banda lançou o vídeo oficial “Front Row Seats to the End of the World” que foi filmado no Brasil. No dia 17 de janeiro, eles lançaram a arte do álbum e lista de faixas. No dia 24 de janeiro, foi anunciado que o álbum ia ser lançado pela Good Fight Music, um modo de reconectar a banda com a equipe original que lançou ‘Seven Ways to Scream Your Name’ e ‘Casually Dressed & Deep in Conversation’. Em 9 de fevereiro, a banda lançou o vídeo de seu mais novo single, “Sixteen“.
Welcome Home Armageddon foi lançado em 14 de março de 2011 no Reino Unido e em 15 de março nos EUA.
A edição especial do novo álbum ganhou um documentário da Turnê Brasileira e ainda inclui os vídeos clipes “Front Row Seats to the End of the World” e “Serpents In Solitude”.
Foi também anunciado via Kerrang! que o EP recém-gravado será lançado em 1° de setembro de 2010.

## Membros
- Matthew Davies-Kreye – vocal e guitarra (no Tales Don't Tell Themselves)
- Gavin Burrough – guitarra e vocal
- Kris Coombs-Roberts – guitarra
- Ryan Richards – bateria, vocal
- Richard Boucher – baixo

## Ex-membros
- Gareth Ellis-Davies
- Matthew Evans
- Andi Morris
- Johnny Phillips
- Kerry Roberts
- Darran Smith

## Discografia

### EPs
- "Between Order & Model", [EP (2001)]
- "Four Ways to Scream Your Name", [EP (2003)]
- "Seven Ways to Scream Your Name", [EP (2003)]
- "The Young And Defenceless", [EP (2010)]

### Álbuns
- Casually Dressed & Deep in Conversation, (2003)
- Hours, (2005)
- Tales Don't Tell Themselves, (2007)
- Memory and Humanity (2008)
- Welcome Home Armageddon (2011)
- Conduit (2013)

### Compilações
- Taste of Christmas (2005), música "Miracle of Christmas"
- Master of Puppets: Remastered (2006), música 	"Damage, Inc." (Metallica cover)
- Back to the Bus (2007) (Compilatção de músicas favoritas de FFAF)
- Your History Is Mine: 2002-2009

### DVD
- "Spilling Blood in 8mm", (2004)

### B-Sides
- You Want Romance?, Escape Artists Never Die Single
- 10 Scene Points to the Winner, Escape Artists Never Die Single
- Bullet Theory (Clean Version)
- The System [Zane Lowe Radio One Session]
- Getaway Plan
- Lazarus (In the Wilderness), Single 1 Streetcar
- This Letter
- I Am the Arsonist, Single 2 Streetcar
- Babylon's Burning
- Sunday Bloody Sunday, Single 1 Monsters
- The Boys Are Back in Town, Single 2 Monsters
- Monsters (Jagz Kooner Remix), Single 2 Monsters
- Pirate Song, Single History
- Rise and Fall, Single Into Oblivion (Reunion)
- Crash and Burn [Demo], Single Into Oblivion (Reunion)
- In A Manner Of Sleep (Home Demo), Single Walk Away
- Into Oblivion (Haunts Remix), Single Walk Away
- Africa (Home Demo), Single Walk Away

### Videografia
- 10.45 Amsterdam Conversations
- This Year's Most Open Heartbreak
- Juneau
- She Drove Me to Daytime Television
- Escape Artists Never Die
- Bullet Theory
- You Want Romance?
- Juneau (acoustic)
- Streetcar
- Monsters
- History
- Roses for the Dead
- Into Oblivion (Reunion)
- Walk Away
- The Great Wide Open
- Waterfront Dance Club
- Kicking and Screaming
- Rules and Games
- Wrench
- Serpents In Solitude
- Front Row Seats To The End Of The World (filmado no Brasil)
- Sixteen
- Broken Foundation